# Alicja Pacewicz
Alicja Teresa Pacewicz z domu Żurek (ur. 3 stycznia 1958 w Bielsku-Białej) – polska ekonomistka, działaczka społeczna i oświatowa, współzałożycielka Centrum Edukacji Obywatelskiej, w latach 1994–2018 członkini zarządu tej fundacji.

## Życiorys
Ukończyła w 1981 studia magisterskie w Szkole Głównej Planowania i Statystyki. Do 1986 pracowała w Zakładzie Badań nad Stylami Życia Instytutu Filozofii i Socjologii Polskiej Akademii Nauk. W latach 80. udostępniała swoje mieszkanie na potrzeby redakcji podziemnego „Tygodnika Mazowsze”. Do 1990 zatrudniona w Ośrodku Rozwoju Umiejętności Wychowawczych Polskiego Towarzystwa Psychologicznego, następnie w centrum terapeutycznym dla dzieci z dysfunkcyjnych rodzin i przy polsko-amerykańskim programie Edukacja Obywatelska w Społeczeństwie Demokratycznym.
W 1994 wraz z Jackiem Strzemiecznym założyła Centrum Edukacji Obywatelskiej, do 2018 była członkinią zarządu tej fundacji, powołanej w celu upowszechniania wiedzy, umiejętności oraz postaw związanych z budowaniem społeczeństwa obywatelskiego, a także dyrektorem ds. programów i wydawnictw tej organizacji. Zajęła się opracowywaniem programów edukacyjnych, podręczników szkolnych (m.in. z serii A to historia! dla szkół podstawowych) i poradników dla nauczycieli. Jest współautorką programów społecznych („Młodzi głosują”, „Szkoła z klasą 2.0”, „Ślady przeszłości” i innych). Działaczka branży szkoleniowej oraz ekspertka Ministerstwa Edukacji Narodowej i Centralnej Komisji Egzaminacyjnej.
Została przewodniczą Rady Fundacji Szkoła z Klasą.

## Życie prywatne
Jest żoną dziennikarza Piotra Pacewicza, a także matką Mateusza Pacewicza.

## Odznaczenia
W 2011 prezydent Bronisław Komorowski odznaczył ją Krzyżem Oficerskim Orderu Odrodzenia Polski.